# Симетричне відношення
Властивості бінарних відношень:
{\displaystyle \forall a,b,c\;\in {X}:}
рефлексивність {\displaystyle (aRa)\!}

антирефлексивність {\displaystyle \lnot (aRa)\!}

симетричність {\displaystyle aRb\Rightarrow bRa\!}

асиметричність {\displaystyle aRb\;\Rightarrow \lnot (bRa)}

антисиметричність {\displaystyle aRb\wedge bRa\Rightarrow a=b}

транзитивність {\displaystyle aRb\wedge bRc\Rightarrow aRc}

антитранзитивність {\displaystyle aRb\wedge bRc\Rightarrow \lnot (aRc)}

повнота {\displaystyle aRb\vee bRa\!}
Бінарне відношення R на множині називається симетричним, якщо для кожної пари елементів множини 
(a,b ) виконання відношення (aRb) спричиняє виконання відношення (bRa ).
В математиці бінарне відношення R на множині X є симетричним, якщо для будь-яких a та b з X з того, що a знаходиться у відношенні з b, випливає, що b знаходиться у відношенні з a.
Формально:
{\displaystyle \forall a,b\in X,\ aRb\Rightarrow \;bRa}

## Приклади
Відношення "бути зарученим" є симетричним відношенням, а відношення "менше" - ні.
```
Рівність множини цілих дійсних  чисел
```

Звичайна рівність «=» на множині цілих дійсних чисел є симетричною, якщо з a = b випливає b = a. Воно також є відношенням еквівалентності. 
Не рівне співвідношення на множині цілих чисел при цьому не є відношенням еквівалентності, хоча й так само є симетричним, тому що з a ≠ b випливає b ≠ a.
```
Подібність трикутників 
```

Якщо трикутник ABC подібний до трикутника DEF, то трикутник DEF подібний до трикутника ABC. Відношення подоби трикутників є симетричним.Воно також є відношенням еквівалентності.
```
Рівність по модулю 
n
```

На множині цілих чисел задамо відношення "рівність по модулю n" у такий спосіб: два числа рівні по модулю n, якщо їхні залишки при діленні на n рівні. Наприклад, по модулю 5 рівні числа 2, 7, 12 і т.д. Це співвідношення є симетричним. Воно також є відношенням еквівалентності.
```
Властивості  зворотнього відношення
```

Відношення R на множині М називається симетричним, якщо це відношення з кожною парою (х,y) містить пари (y,х). Матриця такого відношення буде симетрична щодо головної діагоналі. Приклад: ‘=’,’≠’. Не є комутативним: ‘<=’,’>=’. Відношення симетрично тоді й тільки тоді, коли воно збігається зі своїм зворотнім відношенням: {\displaystyle R^{-1}}

## Властивості
Симетричність не є оберненою до антисиметричності.
Існують відношення, які одночасно є симетричними та антисиметричними: "дорівнює" (" {\displaystyle =\!} ").
Існують відношення які не є ані симетричними, ані антисиметричними: 
Існують відношення, які є симетричними, але не антисиметричними: відношення подібності (конгруенція).
Існують відношення, які не є симетричними, але антисиметричні: "менше або дорівнює" (" {\displaystyle \leq \!} ").
Симетричне відношення, яке є також транзитивним та рефлексивним називається відношенням еквівалентності.